# Progress M-9
Progress M-9 (ryska: Прогресс М-9) var en sovjetisk obemannad rymdfarkost som levererade förnödenheter, syre, vatten och bränsle till rymdstationen Mir. Den sköts upp med en Sojuz-U2-raket från Kosmodromen i Bajkonur den 20 augusti 1991 och dockade med Mir den 23 augusti. Den lämnade rymdstationen den 30 september 1991 och brann upp i jordens atmosfär några timmar senare.

## Återinträdeskapsel
Med på Progress M-9 fanns även en återinträdeskapsel, kallad Raduga. Kapseln separerade från Progress M-9 några minuter efter att den påbörjat återinträdet i jordens atmosfär, kapseln landade i Sovjetunionen 08:16:24 UTC.

### Fotnoter
1. ↑  ”NASA Space Science Data Coordinated Archive” (på engelska). NASA. https://nssdc.gsfc.nasa.gov/nmc/spacecraft/display.action?id=1991-057A. Läst 1 mars 2020.
2. ↑  Manned Astronautics - Figures & Facts Arkiverad 9 oktober 2007 hämtat från the Wayback Machine., läst 15 juli 2016.